# 天秤座υ
天秤座υ，又名CD-2710464，HD 139063、SAO 183619、HR 5794，是天秤座的一颗恒星，视星等为3.58，位于銀經341.89，銀緯21.94，其B1900.0坐标为赤經15h 30m 57.1s，赤緯-27° 21.94′ 14″。